# Le Pin (Isère)
Pour les articles homonymes, voir Le Pin.
Le Pin est une ancienne commune française située dans le département de l'Isère, en région Auvergne-Rhône-Alpes.
Ses habitants s'appellent les Pinois et Pinoises.
En 2016, le conseil municipal de Paladru a voté la fusion avec la commune du Pin pour création de la commune nouvelle des Villages du Lac de Paladru.

## Géographie

### Situation
Le territoire de la commune occupe la vallée du Surand (ou rivière du Pin) qui alimente le lac de Paladru. Elle a une superficie de 1 000 hectares dont 53 occupés par le lac et abrite les trois étangs du Moulin (18 ha), des Gouttes (6 ha) et près de Versas (3 ha).

### Relief
Le point culminant est à 772 m au bois des Cotes du Gay, le point le plus bas se situe en bordure du lac de Paladru à 494 m, sur 750 m de rivage.

### Hameaux et lieux-dits
La commune comporte une quinzaine de hameaux dont Bouvardière, Brandoux, Brézin, Charpenne, Chassigneux, Gutinière, La Courrerie, La Cua, Le Colomb, Le Molard, Les Allex, Le Vernay et Versars.

## Toponymie
Le nom « Le Pin », du latin spina, est jumeau de celui de Lépin-le-Lac en référence à la montagne de la chaîne de l'Épine en Savoie ou au reliquaire de la Sainte-Épine de Grenoble.
Le Pin est un nom que l'on retrouve dans plusieurs communes de l'Isère. 217 noms de lieux ont été recensés sur cette commune.

## Histoire

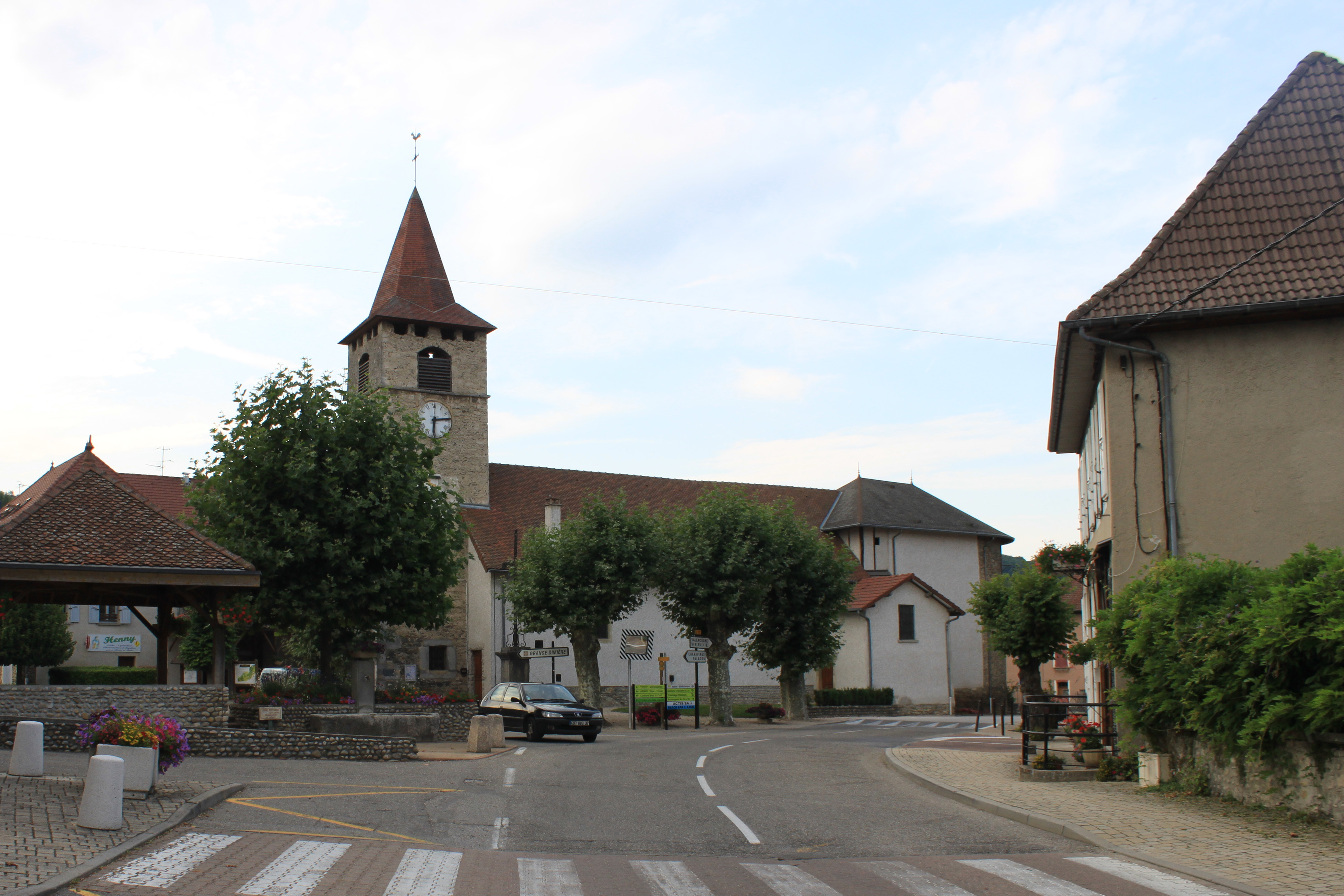
L'église du Pin.

Selon une légende, le hameau initial d'Ars situé sur la rive du lac de Paladru aurait été englouti par les eaux.
En 1116, les chartreux créent le monastère de la Sylve Bénite.
En 1789, la paroisse Saint-Christophe du Pin est rattachée à la commune de Virieu, dont elle est détachée par un arrêté du 9 brumaire de l'an X (1801) et érigée en commune distincte.

## Politique et administration

### Administration territoriale
Située dans l'arrondissement de La Tour-du-Pin, la commune fait partie du canton de Virieu jusqu'à sa disparition en 2015, à l'issue des élections départementales, date à laquelle elle est intégrée à celui du Grand-Lemps.

### Administration municipale
Le nombre d'habitants au dernier recensement étant compris entre 500 et 1 499, le nombre de membres du conseil municipal est de 15.

### Liste des maires
| Période   | Période | Identité              | Étiquette | Qualité |
| --------- | ------- | --------------------- | --------- | --- |
| mars 1989 | 2020    | Jean-Paul Bret        | PRG       | Retraité Président de la communauté d'agglomération du Pays Voironnais de 2008 à 2020. |
| 1975      | 1989    | Jean Meunier-Beillard |           | |
| 1971      | 1975    | André Plane           |           | |
| 1947      | 1971    | Charles Martin        |           | Industriel ,il était directeur et associé des Tissages de Belval. Sous ses différents mandats fut entrepris distribution de l’eau potable, travaux énormes pour l’époque, construction du local de pompiers, construction d’une école neuve, aménagement de la plage. |
| 1945      | 1947    | Félix Barnoux         |           | |
| 1938      | 1945    | Victor Collet-Beillon |           | |
| 1935      | 1938    | Félix De Belval       |           | |
| 1925      | 1935    | Hugues Bernard Car    |           | |
| 1896      | 1925    | Auguste Vittoz        |           | Géomètre Expert, Président de la Société d’Agriculture Pratique du Canton de Virieu (1924-1929). Son mandat fut à l’époque de construction nombreuses (école,mairie,salle des fêtes et réunions) et du début de la modernité (électrification). À la suite de l’incendie de la grange dîmière, il crée la Compagnie des Sapeurs Pompiers en 1906 pour laquelle la coline achètera en 1908 la première pompe à bras. |
| 1888      | 1896    | Désiré Collomb        |           | |
| 1874      | 1888    | Barthélémy Marron     |           | |
| 1871      | 1874    | Martial Favre         |           | |
| 1870      | 1871    | Pierre Gueraud        |           | |
| 1852      | 1870    | Alexandre Guillaud    |           | |
| 1848      | 1852    | Jean-Pierre Bertier   |           | |
| 1846      | 1848    | Alexandre Guillaud    |           | |
| 1837      | 1846    | Benoît Mermet         |           | |
| 1835      | 1837    | Claude Pascal         |           | |
| 1833      | 1835    | Antoine Ginet         |           | |
| 1831      | 1833    | Claude Pascal         |           | |
| 1830      | 1831    | Joseph Collomb        |           | |
| 1822      | 1830    | Benoît Mermet         |           | |
| 1816      | 1822    | François Mermet       |           | |
| 1803      | 1816    | Joseph Collomb        |           | |
| 1801      | 1803    | François Mion         |           | |

### Intercommunalité
La commune fait partie de la communauté d'agglomération du Pays Voironnais.

## Population et société

### Démographie

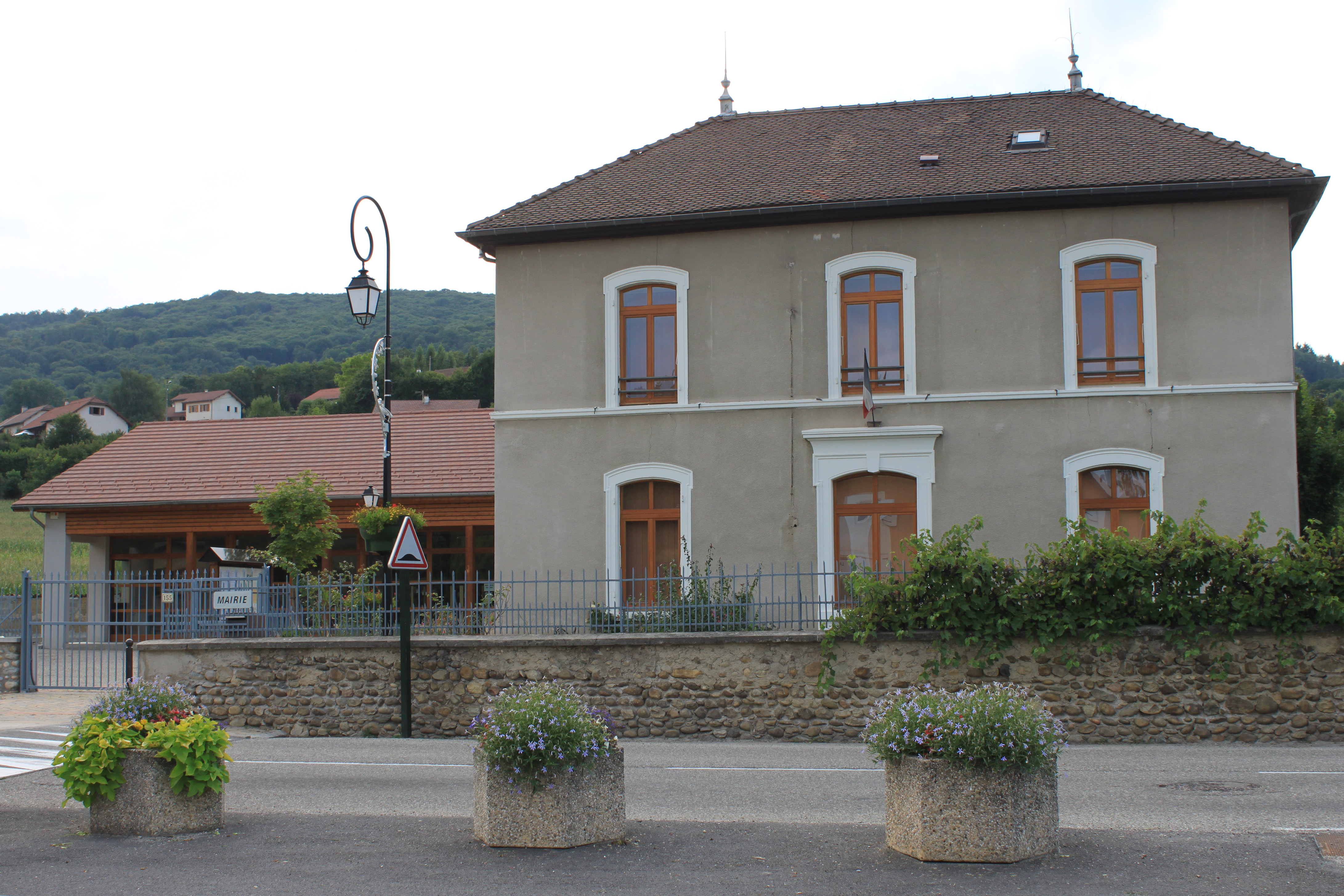
La mairie et la bibliothèque du Pin.

Après avoir atteint les 1 000 habitants vers 1830, Le Pin a souffert du phénomène général de désertification rurale, mais depuis les années 1980 un renversement de la tendance en fait une commune dont la population s'est considérablement renouvelée.

L'évolution du nombre d'habitants est connue à travers les recensements de la population effectués dans la commune depuis 1800. À partir du 1er janvier 2009, les populations légales des communes sont publiées annuellement dans le cadre d'un recensement qui repose désormais sur une collecte d'information annuelle, concernant successivement tous les territoires communaux au cours d'une période de cinq ans. 
Pour les communes de moins de 10 000 habitants, une enquête de recensement portant sur toute la population est réalisée tous les cinq ans, les populations légales des années intermédiaires étant quant à elles estimées par interpolation ou extrapolation. Pour la commune, le premier recensement exhaustif entrant dans le cadre du nouveau dispositif a été réalisé en 2004,.
En 2014, la commune comptait 1 257 habitants, en évolution de +1,86 % par rapport à 2009 (Isère : +3,89 %, France hors Mayotte : +2,49 %).
| 1800 | 1806 | 1821 | 1831  | 1836  | 1841  | 1846  | 1851  | 1856 |
| ---- | ---- | ---- | ----- | ----- | ----- | ----- | ----- | ---- |
| 807  | 968  | 980  | 1 146 | 1 110 | 1 173 | 1 140 | 1 001 | 962  |

| 1861 | 1866 | 1872 | 1876 | 1881 | 1886 | 1891 | 1896 | 1901 |
| ---- | ---- | ---- | ---- | ---- | ---- | ---- | ---- | ---- |
| 934  | 891  | 860  | 840  | 871  | 854  | 820  | 766  | 738  |

| 1906 | 1911 | 1921 | 1926 | 1931 | 1936 | 1946 | 1954 | 1962 |
| ---- | ---- | ---- | ---- | ---- | ---- | ---- | ---- | ---- |
| 701  | 657  | 616  | 610  | 629  | 644  | 615  | 568  | 549  |

| 1968 | 1975 | 1982 | 1990 | 1999 | 2004  | 2009  | 2014  | - |
| ---- | ---- | ---- | ---- | ---- | ----- | ----- | ----- | - |
| 553  | 475  | 636  | 850  | 974  | 1 160 | 1 234 | 1 257 | - |

## Culture locale et patrimoine

### Lieux et monuments
- L'église paroissiale Saint-Christophe a été construite en 1769[8].
- De nombreuses maisons et fermes en pisé se trouvent sur le territoire de la commune. Il s'agit de constructions traditionnelles des XVIIIe et XIXe siècles aux très belles proportions.

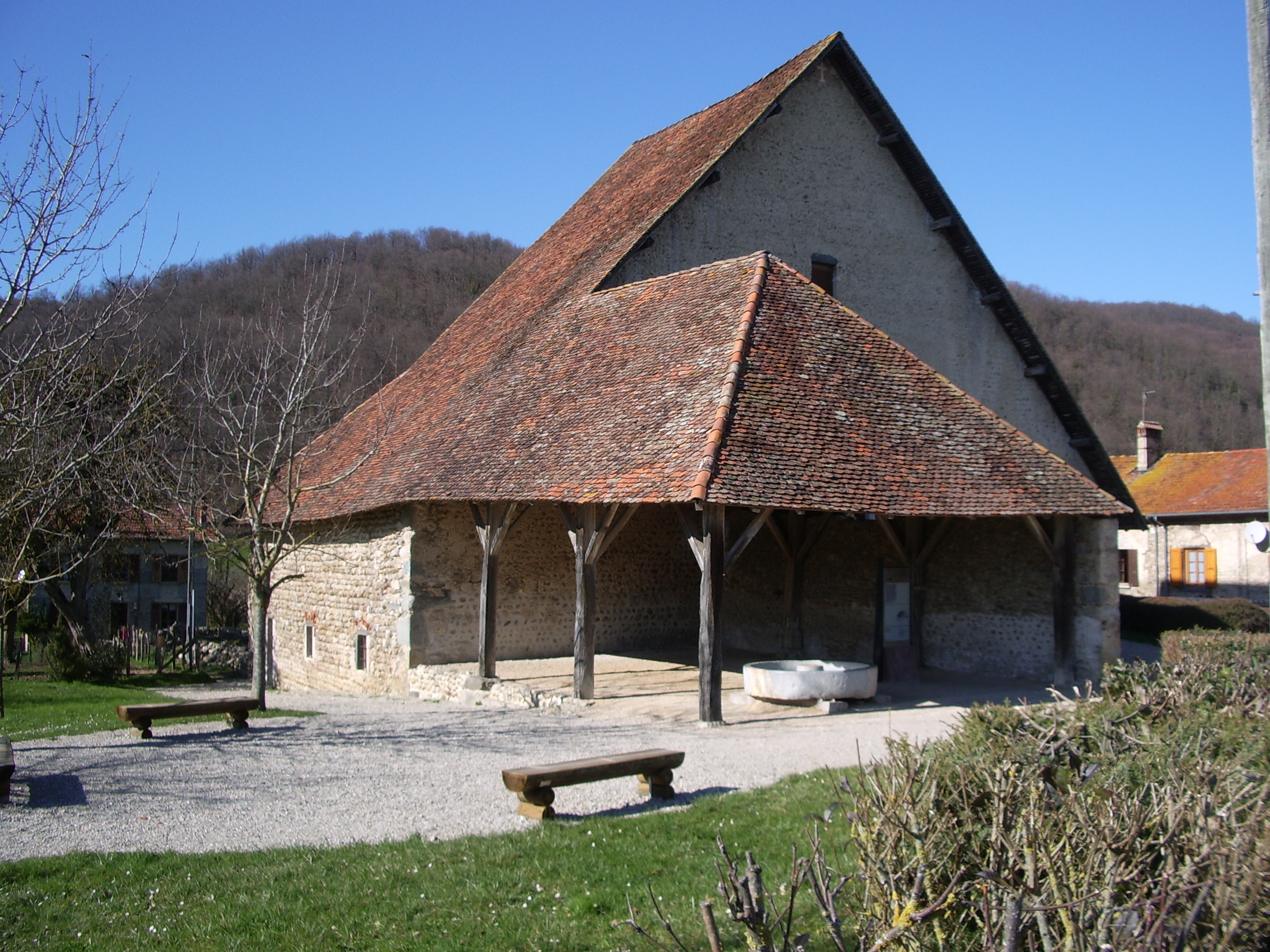
La grange dîmière.

- La chartreuse de la Sylve-Bénite (en latin Sylva Benedicta) est un couvent fondé en 1116, rattaché au monastère de la Grande Chartreuse. Un des fils naturels de l'empereur Barberousse y fut frère convert. Elle constituait une étape sur le chemin de Saint-Jacques-de-Compostelle ( via Gebennensis entre Genève et Le Puy-en-Velay). Vendue comme bien national à la Révolution française après l'expulsion des chartreux, elle est aujourd'hui une propriété privée qui ne se visite que de l'extérieur. Il ne subsiste de la reconstruction du XVIIIe siècle qu'une aile du cloître, le logis abbatial et quelques bâtiments annexes[8].

- La grange de la Courterie de la chartreuse est une grange dîmière de 1549, reconstruite en 1658 ; sa dernière rénovation date de 1993[9]. Elle fait l'objet d'une inscription partielle au titre des monuments historiques par arrêté du 9 juin 1987[10]. Elle avait été construite par les moines chartreux du monastère voisin pour stocker l'impôt (dîme) constitué par des grains de céréales. Elle est remarquable par sa charpente monumentale et ses proportions. Aujourd'hui elle est utilisée pour des expositions ou des animations culturelles[8].

- La pierre qui danse, à la limite des communes de Paladru et Le Pin.